# Leichtathletik-Weltmeisterschaften 2009/Teilnehmer (Portugal)
| Gelbes Symbol für Goldmedaillen mit stilisierten Olympischen Ringen | Graues Symbol für Silbermedaillen mit stilisierten Olympischen Ringen | Braundes Symbol für Bronzemedaillen mit stilisierten Olympischen Ringen |
| ------------------------------------------------------------------- | --------------------------------------------------------------------- | ----------------------------------------------------------------------- |
| —                                                                   | 1                                                                     | —                                                                       |

Der portugiesische Leichtathletik-Verband stellte 30 Athleten bei den Leichtathletik-Weltmeisterschaften 2009 in Berlin.

## Ergebnisse

### Männer

#### Laufdisziplinen
| Athlet                                                            | Disziplin        | Vorlauf     | Vorlauf | Viertelfinale | Viertelfinale | Halbfinale         | Halbfinale         | Finale             | Finale             |
| Athlet                                                            | Disziplin        | Zeit        | Platz   | Zeit          | Platz         | Zeit               | Platz              | Zeit               | Platz              |
| ----------------------------------------------------------------- | ---------------- | ----------- | ------- | ------------- | ------------- | ------------------ | ------------------ | ------------------ | ------------------ |
| Arnaldo Abrantes                                                  | 100 m            | 10,41 s     | 37      | 10,40 s       | 34            | nicht qualifiziert | nicht qualifiziert | nicht qualifiziert | nicht qualifiziert |
| Arnaldo Abrantes                                                  | 200 m            | DNS         | DNS     | –             | –             | –                  | –                  | –                  | –                  |
| Rui Silva                                                         | 1500 m           | 3:41,98 min | 14      |               |               | 3:41,30 min        | 23                 | nicht qualifiziert | nicht qualifiziert |
| Rui Pedro Silva                                                   | 10.000 m         |             |         |               |               |                    |                    | 28:51,40 min       | 23                 |
| Luís Feiteira                                                     | Marathon         |             |         |               |               |                    |                    | 2:14:06 h          | 10                 |
| José Moreira                                                      | Marathon         |             |         |               |               |                    |                    | 2:14:05 h PB       | 9                  |
| Fernando Silva                                                    | Marathon         |             |         |               |               |                    |                    | 2:14:48 h          | 13                 |
| João Vieira                                                       | 20 km Gehen      |             |         |               |               |                    |                    | 1:21:43 h SB       | 9                  |
| Sérgio Vieira                                                     | 20 km Gehen      |             |         |               |               |                    |                    | 1:24:32 h          | 26                 |
| Augusto Cardoso                                                   | 50 km Gehen      |             |         |               |               |                    |                    | 3:59:10 h SB       | 22                 |
| António Pereira                                                   | 50 km Gehen      |             |         |               |               |                    |                    | DNF                | DNF                |
| Alberto Paulo                                                     | 3000 m Hindernis | 8:43,13 min | 29      |               |               |                    |                    | nicht qualifiziert | nicht qualifiziert |
| Dany Gonçalves Arnaldo Abrantes Ricardo Monteiro Francis Obikwelu | 4 × 100 m        | 39,25 s     | 11      |               |               |                    |                    | nicht qualifiziert | nicht qualifiziert |

#### Sprung/Wurf
| Athlet       | Disziplin   | Qualifikation | Qualifikation | Finale             | Finale             |
| Athlet       | Disziplin   | Weite/Höhe    | Platz         | Weite/Höhe         | Platz              |
| ------------ | ----------- | ------------- | ------------- | ------------------ | ------------------ |
| Nelson Évora | Dreisprung  | 17,44 m       | 1             | 17,55 m            | Silber             |
| Marco Fortes | Kugelstoßen | 19,81 m       | 17            | nicht qualifiziert | nicht qualifiziert |

### Frauen

#### Laufdisziplinen
| Athletin        | Disziplin        | Vorlauf        | Vorlauf | Viertelfinale | Viertelfinale | Halbfinale         | Halbfinale         | Finale             | Finale             |
| Athletin        | Disziplin        | Zeit           | Platz   | Zeit          | Platz         | Zeit               | Platz              | Zeit               | Platz              |
| --------------- | ---------------- | -------------- | ------- | ------------- | ------------- | ------------------ | ------------------ | ------------------ | ------------------ |
| Sónia Tavares   | 100 m            | 11,64 s        | 32      | 11,55 s       | 28            | nicht qualifiziert | nicht qualifiziert | nicht qualifiziert | nicht qualifiziert |
| Sara Moreira    | 5000 m           | 15:19,93 min   | 10      |               |               |                    |                    | 15:12,22 min       | 10                 |
| Ana Dias        | 10.000 m         |                |         |               |               |                    |                    | 31:49,91 min       | 16                 |
| Ana Dulce Félix | 10.000 m         |                |         |               |               |                    |                    | 31:30,90 min PB    | 13                 |
| Inês Monteiro   | 10.000 m         |                |         |               |               |                    |                    | 31:25,67 min PB    | 10                 |
| Marisa Barros   | Marathon         |                |         |               |               |                    |                    | 2:26:50 h          | 6                  |
| Susana Feitor   | 20 km Gehen      |                |         |               |               |                    |                    | 1:32:04 h          | 10                 |
| Inês Henriques  | 20 km Gehen      |                |         |               |               |                    |                    | 1:32:51 h          | 11                 |
| Vera Santos     | 20 km Gehen      |                |         |               |               |                    |                    | 1:30:35 h          | 5                  |
| Jéssica Augusto | 3000 m Hindernis | 9:26,64 min    | 8       |               |               |                    |                    | 9:25,25 min SB     | 11                 |
| Sara Moreira    | 3000 m Hindernis | 9:28,64 min PB | 12      |               |               |                    |                    | nicht qualifiziert | nicht qualifiziert |

#### Sprung/Wurf
| Athletin       | Disziplin      | Qualifikation | Qualifikation | Finale             | Finale             |
| Athletin       | Disziplin      | Weite/Höhe    | Platz         | Weite/Höhe         | Platz              |
| -------------- | -------------- | ------------- | ------------- | ------------------ | ------------------ |
| Sandra Tavares | Stabhochsprung | 4,25 m        | 26            | nicht qualifiziert | nicht qualifiziert |
| Naide Gomes    | Weitsprung     | 6,86 m        | 1             | 6,77 m             | 4                  |
| Vânia Silva    | Hammerwurf     | 62,86 m       | 37            | nicht qualifiziert | nicht qualifiziert |